# Kasteel van Le Repas
Het Kasteel van Le Repas (Frans: Château du Repas) is een kasteel nabij Chênedouit in de Franse gemeente Putanges-le-Lac. Het kasteel is een beschermd historisch monument sinds 1967.